# محاکمه رهبران استقلال‌طلب کاتالونیا
محاکمه رهبران استقلال‌طلب کاتالونیا (‌Causa Especial 20907/2017) به پرونده ویژه ۲۰۹۰۷/۲۰۱۷ دیوان عالی اسپانیا موسوم است و روند بررسی این پرونده را دنبال می‌کند. دیوان عالی اسپانیا اعلام کرد که تحقیقات و بازپرسی‌ها علیه هجده تن از رهبران استقلال‌طلب کاتالونیا که از ۱۲ فوریه ۲۰۱۹ آغاز شد به پایان رسیده‌است و به زودی دادگاه این افراد برگزار خواهد شد.
دادستان تنها پنج روز کاری زمان دارد تا پای رهبران کاتالونیا را به دلیل برگزاری غیرقانونی همه‌پرسی به دادگاه بکشاند.
از جمله این افراد اوریول جونکراس معاون دولت محلی کاتالونیا، جوردی سانچز و جوردی کوئیکسارت فعالان سیاسی و اعضای کابینه و کارمه فورکادلی سخنگوی پارلمان کاتالونیا می‌باشند، از جمله ۹ نفر به اتهام شورش و عدم تبعیت از قانون دادگاهی می‌شوند و احکامی از جمله ۹ تا ۱۳ سال زندان در انتظار آنهاست.
محاکمه این افراد بزودی از سوی عالی‌ترین دادگاه اسپانیا فرا خوانده خواهند شد.
در اول اکتبر ۲۰۱۷ در همه‌پرسی استقلال کاتالونیا (۲۰۱۷) که توسط حکومت کاتالونیا در خصوص استقلال کاتالونیا برگزار شد. فراخوان همه‌پرسی در ژوئیه ۲۰۱۷ اعلام و در ۶ سپتامبر ۲۰۱۷ تأیید شد.
پس از آن طی اقدامی یکجانبه اعلام استقلال کرد. در پی این رخداد، دولت مستقر در مادرید نتایج رفراندوم را بر خلاف قانون اساسی کشور خواند و از اعطای استقلال به این منطقه سرباز زد.